# Ancora tu!
Ancora tu! (You Again) è un film del 2010 diretto da Andy Fickman.

## Trama
Il liceo per Marni Olsen è stato un inferno: tutti la prendevano di mira, in particolare la perfida capo cheerleader Joanna. Il fratello maggiore Will era l'unico a consolarla. Una volta terminati gli studi Marni si è trasferita fuori città, convinta di essersi lasciata definitivamente alle spalle quegli anni bui.
Ormai avviata nella sua brillante carriera lavorativa, Marni fa ritorno a casa per festeggiare il matrimonio di Will, ma scopre che la futura cognata è proprio Joanna.
Le due donne iniziano una guerra senza esclusione di colpi che rischia seriamente di rovinare il matrimonio: la sera della prova del ricevimento nuziale Marni mostra un video dei tempi del liceo in cui Joanna si vantava di aver trasformato il liceo in una prigione, da cui per quattro anni era impossibile evadere, e di esserne addirittura la direttrice.
Will vorrebbe annullare le nozze, allora Marni si rende conto di aver esagerato e di essersi abbassata al livello di Joanna pur di ottenere un'inutile vendetta, così si riconcilia con Joanna e organizza un matrimonio a sorpresa per loro due.

## Produzione
La pellicola rappresenta il terzo film diretto da Andy Fickman per la Walt Disney, dopo Corsa a Witch Mountain e Cambio di gioco. La casa di produzione cinematografica della Walt Disney Touchstone Pictures approvò la realizzazione del film e designò Fickman come regista nel corso del mese di aprile del 2009. La fase di casting si svolse nel mese di giugno. Kristen Bell, Sigourney Weaver, Betty White, Victor Garber e Odette Yustman furono tra i primi attori ad essere scelti, mentre il 16 giugno si unirono al cast anche Kristin Chenoweth e Jamie Lee Curtis. Il 16 agosto 2010 fu annunciata anche la partecipazione di Patrick Duffy.
Le riprese sono iniziate a fine agosto 2009 e si sono svolte prevalentemente in California, nelle città di Burbank, Calabasas, Los Angeles, Monrovia e Pasadena.

## Distribuzione
Negli Stati Uniti il film è stato distribuito dal 24 settembre 2010 a cura della Walt Disney Pictures e nei mesi immediatamente successivi è uscito anche nel resto del mondo. In Italia l'uscita era prevista per il 26 novembre 2010, ma è stata rimandata all'8 luglio 2011.

## Accoglienza

### Incassi
Complessivamente il film ha incassato oltre 30 milioni di dollari.

### Critica
Roger Ebert sul Chicago Sun-Times ha scritto che nel film le scene piacevoli e divertenti sono molto poche. Della stessa opinione è stato il New York Times, che ha inoltre spiegato come, allo stesso modo di molti altri film Disney, You Again «esalta i superficiali valori materiali, provando a camuffarli in un contenitore di veleno rivestito da diversi strati di zucchero e riconciliazioni strappalacrime». Il Los Angeles Times e USA Today hanno molto apprezzato l'interpretazione di Kyle Bornheimer, tra gli attori non protagonisti, definendola come una delle miglior cose apprezzabili nel film. The Reel Critic invece ha giudicato «fantastica» l'interpretazione di Kristen Bell nel ruolo di Marni, definendo brillante la chimica tra Jamie Lee Curtis e Sigourney Weaver e lamentando il poco spazio dato a Betty White.